# Aulus Cecina Petus
Aulus Cecina Petus (en llatí: Aulus Caecina Paetus) va ser un cavaller romà condemnat a mort per l'emperador Claudi l'any 42. Segurament formava part de la família Cecina, d'origen etrusc.
Va ser condemnat pel paper que va jugar en la revolta de Camil Escribonià. Conta l'anècdota que Cecina no es decidia a suïcidar-se, i la seva dona Àrria va haver de donar exemple clavant-se primer ella mateixa la daga i pronunciant la cèlebre frase «Non dolet, Paete» ('no fa mal, Petus'). La seva filla, Àrria la Menor, es va casar amb Tràsea Petus, que va ser executat en temps de Neró.